# Une famille italienne
Pour plus de détails, voir Fiche technique et Distribution.
Une famille italienne (A casa tutti bene) est une comédie dramatique italienne réalisée par Gabriele Muccino, sortie en 2018.

## Synopsis
Alba et Pietro passent leur retraite sur une île. Pour fêter leurs noces d'or, ils invitent toute la famille à déjeuner. À cause du mauvais temps, ces derniers ne peuvent pas reprendre la route à l'issue du repas et les esprits commencent à s'échauffer.

## Fiche technique
- Titre original : A casa tutti bene
- Titre français : Une famille italienne
- Réalisation : Gabriele Muccino
- Scénario : Gabriele Muccino, Paolo Costella et Sabrina Impacciatore
- Photographie : Shane Hurlbut
- Montage : Claudio Di Mauro
- Costumes : Angelica Russo
- Décors : Tonino Zera
- Musique : Nicola Piovani
- Producteur : Marco Belardi
  - Producteur délégué : Ughetta Curto
  - Producteur exécutif : Luca Mezzaroma et Paolo Sciarretta
- Production : Lotus Productions, Rai Cinema et Leone Film
  - Coproduction : 3 Marys Entertainment
- Distribution : Mars Films
- Pays d’origine :  Italie
- Genre : Comédie dramatique
- Durée : 105 minutes
- Dates de sortie :
  -  Italie : 
    - 14 février 2018

  -  France : 
    - 26 juin 2018 (Paris)
    - 1er août 2018 (en salles)

## Distribution
- Stefano Accorsi (VFB : Sébastien Hébrant) : Paolo
- Carolina Crescentini (VFB : Valérie Muzzi) : Ginevra
- Elena Cucci (VFB : Mélanie Dermont) : Isabella
- Tea Falco () : Arianna
- Pierfrancesco Favino (VFB : Erwin Grunspan) : Carlo
- Claudia Gerini (VFB : France Bastoen) : Beatrice
- Massimo Ghini (VFB : Robert Dubois) : Sandro
- Sabrina Impacciatore (VFB : Marcha Van Boven) : Sara
- Ivano Marescotti (VFB : Benoît Van Dorslaer) : Pietro
- Giulia Michelini (VFB : Sophie Frison) : Luana
- Sandra Milo (VFB : Nicole Shirer) : Maria
- Stefania Sandrelli (VFB : Nathalie Hons) : Alba
- Valeria Solarino (VFB : Séverine Cayron) : Elettra
- Giampaolo Morelli (VFB : Nicolas Matthys) : Diego
- Gianmarco Tognazzi (VFB : Michelangelo Marchese) : Ricardo
- Renato Raimondi (VFB : Maxym Anciaux) : Eduardo
- Elisa Visari (VFB : Aaricia Dubois) : Luna

doublage
- Maison de Doublage : Les Studios de Saint-Ouen (Belgique)
- Direction Artistique : Raphaël Anciaux
- Adaptation : Olivier Delebarre

Source : Allodoublage

## Production
Le film s'intitulait initialement L'isola che non c'è Le tournage s'est déroulé intégralement sur l'île d'Ischia.

### Musique
La musique originale est composée par Nicola Piovani.
Des extraits musicaux sont aussi inclus dans le film:
- Bella senz'anima et Margherita de Riccardo Cocciante.
- Dieci ragazze de Lucio Battisti.
- Azzurro et Una carezza in un pugno d'Adriano Celentano.
- A te de Jovanotti.
- Prima di andare via de Riccardo Sinigallia.

## Sortie

### Accueil critique
En France, le site Allociné recense une moyenne des critiques presse de 2,9/5, et des critiques spectateurs à 3,6/5.

### Box-office
Le film s'est classé premier au box-office italien lors de son premier week-end de sortie, avec 3,9 millions d'euros de recettes, réalisant ainsi le meilleur démarrage pour un film italien non comique de ces dernières années. Lors de son deuxième week-end, le film a également confirmé sa première place en réalisant 1,9 million d'euros de recettes, portant son total à 6,6 millions. Au total, le film sera le deuxième film italien le plus rentable de la saison cinématographique 2017-18 avec 9 181 634 € de recettes pour 1 437 629 entrées,,.
En France, le film a enregistré 47 913 entrées au box-office France 2018.

## Distinction

### Récompense
- 64e cérémonie des David di Donatello : David di Donatello des spectateurs[11],[12].